# Phratora laticollis
Espèce
Phratora laticollis est une espèce de coléoptère phytophage de la famille des  Chrysomelidae originaire d'Europe,.